# Сосновка (Зубово-Полянский район)
Сосновка — посёлок в Зубово-Полянском районе Мордовии. Административный центр Сосновского сельского поселения.

## География
Расположен на левом берегу Виндрея, в 24 км от районного центра и 18 км от железнодорожной станции Потьма. Название-характеристика: посёлок окружён сосновым лесом.

## История
Образован в 1929 году как ДОК, с начале 1930-х гг. — поселение для сотрудников колоний пенитенциарной системы (ИК-7, с 1960 г. — ЖХ-385), включало 10 домов барачного типа, клуб и начальную школу (около 30 учащихся; первый учитель — М. М. Чембулатова), с середины 1950-х гг. — Сосновка. Вначале предприятие занималось первичной обработкой древесины (тёс, шпалы, брусья, балки, стропила и др.); в годы Великой Отечественной войны изготавливали приклады для винтовок и автоматов, рукоятки для гранат, лафеты для орудий, кузова автомашин, ящики для снарядов, ложки и вилки; лес и строительные материалы отправляли на восстановление разрушенных городов и сёл. С 1960 г. было налажено производство с литейным и гальваническим цехами (винтовые конвейеры, грузовые тележки, узлы для элеваторов, вентиляционные заслонки, армейские палатки и др.); некоторые изделия экспортируются в Германию, Египет, Иран, Монголию, на Кубу. Оснащенный современным оборудованием ДОК выпускает садовые домики, мебель, оконные и дверные блоки, футляры для часов и радиоприёмников, другие изделия. С 1999 г. развивается швейное производство (рабочие костюмы, халаты, рукавицы и др.).

## Население
| 2002 | 2010  |
| ---- | ----- |
| 3700 | ↘3122 |

Национальный состав
Согласно результатам Всероссийской переписи населения 2002 года, в национальной структуре населения русские составляли 75 %.

## Современность
В современной Сосновке — средняя и основная школы, библиотека, Дом культуры, отделение связи, магазины, сберкасса, медпункт, тепличное хозяйство, парк культуры; обелиск воинам, погибшим в годы Великой Отечественной войны.
На территории посёлка находятся два исправительных учреждения: ИК-1 Мордовская зона особого режима, где содержатся лица, приговорённые к пожизненному заключению, и ИК-7 строгого режима, где отбывают наказания исключительно лица, осужденные впервые.